# Rey Buggy
Rey Buggy Comércio e Indústria Ltda. war ein brasilianischer Hersteller von Automobilen.

## Unternehmensgeschichte
Das Unternehmen aus Rio de Janeiro stellte während eines Zeitraums von fünf oder sechs Jahren innerhalb der 1980er Jahre Automobile her. Der Markenname lautete Rey. Mindestens ein Fahrzeug von 1983 existiert noch.

## Fahrzeuge
Im Angebot stand ein VW-Buggy. Er basierte auf einem Fahrgestell von Volkswagen do Brasil. Die offene türlose Karosserie aus Fiberglas bot Platz für vier Personen. Hinter den vorderen Sitzen war eine Überrollvorrichtung. Die Scheinwerfer waren in die Fahrzeugfront integriert. Ein luftgekühlter Vierzylinder-Boxermotor im Heck trieb die Fahrzeuge an.